# Господин Ир
„Господин Ир“ (на френски: Monsieur Hire) е френски филм от 1989 година, драма на режисьора Патрис Льоконт по негов собствен сценарий, базиран на романа на Жорж Сименон „Годежът на господин Ир“ („Les Fiançailles de M. Hire“, 1933). Филмът е римейк на „Panique“ (1946) на Жулиен Дювивие.
В центъра на сюжета е необщителен мъж, заподозрян в убийство, и отношенията му с негова съседка, чието съучастие в престъплението прикрива. Главните роли се изпълняват от Мишел Блан, Сандрин Бонер, Андре Вилм.
„Господин Ир“ е номиниран за наградата „Златна палма“ и получава награда „Сезар“ за озвучаване, като е номиниран и в седем други категории.